# نابليون (عملة معدنية)
نابليون هو المصطلح العامي للعملة الذهبية الفرنسية السابقة. سكت العملات المعدنية (في أوقات مختلفة) بفئات 5، 10، 20، 40، 50، و 100 فرنك. وهي العملات المعدنية من فئة 20 فرنك الصادرة في عهد نابليون بونابرت بسمك 21 ملم، وتزن 6.45 غرامًا (الوزن الإجمالي)، وبنسبة نقية 90%، يحتوي على 0.1867 أوقية ترويسية (5.807 غ) من الذهب الخالص. صدرت العملة في عهد نابليون الأول وتظهر صورته على الوجه. استمر استخدام الفئة (المعروفة باسم فرانك جيرمينال) خلال القرن التاسع عشر، وفي وقت لاحق تمت الإشارة إلى العملات الذهبية الفرنسية بنفس الفئة باسم "نابليون". يشار إلى العملات الذهبية الفرنسية السابقة باسم لويس (اسم ثمانية عشر ملكًا فرنسيًا) أو إيكو (كلمة فرنسية قديمة تعني درع).

## ملخص
سكت العملات المعدنية في الأصل بفئتين، 20 و40 فرنكًا. وان القطعة الذهبية من فئة 40 فرنك لم تحظى بشعبية كبيرة. والعملات المعدنية العشرين فرنك قطرها 21 ملم (حوالي حجم قطعة من فئة خمسة سنتات أمريكية أو عملة سويسرية من فئة 20 رابن)، وتزن 6.45 غرامًا (الوزن الإجمالي) وبنسبة نقاء 90%، تحتوي على 0.1867 أوقية ترويسية (5.807 غ) من الذهب الخالص. العملات المعدنية من فئة 40 فرنك قطرها 26 ملم و 12.90 غرامًا (الوزن الإجمالي) وبنسبة نقاء 90٪ من الذهب الخالص.

## العملات الفرنسية المسكوكة في لندن
سكت بعض العملات المعدنية للملك لويس الثامن عشر في لندن عام 1815. وكان الإنجليز مؤيدين لعودة الملك الفرنسي إلى السلطة بعد أن خلعه نابليون عام 1815، خلال المائة يوم الشهيرة.
| خطاب | مدينة     | خطاب    | مدينة    | خطاب | مدينة    |
| ---- | --------- | ------- | -------- | ---- | -------- |
| A    | باريس     | AA      | ميتز     | B    | روان     |
| BB   | ستراسبورغ | CL      | جنوة     | D    | ليون     |
| G    | جنيف      | H       | لاروشيل  | I    | ليموج    |
| K    | بوردو     | L       | بايون    | M    | تولوز    |
| M/A  | مرسيليا   | Q       | بربينيان | R    | اورليانز |
| T    | نانت      | W       | ليل      | flag | أوتريخت  |
| U    | تورينو    | Crown/R | روما     | R    | لندن     |